# Новосадский, Николай Иванович
Никола́й Ива́нович Новоса́дский (1 (13) мая 1859, с. Великие Пузырьки, Волынская губерния — 29 июня 1941, Москва) — российский и советский филолог-классик, палеограф и эпиграфист-эллинист. Доктор греческой словесности (1901), доктор литературоведения (1935), профессор Варшавского (1888—1906) и Московского университетов, заслуженный профессор Московского университета (с 1916), член-корреспондент Российской академии наук (1917; с 1925 года АН СССР), Германского археологического института (1886), Академии художественных наук. Заслуженный деятель науки РСФСР (1939).

## Биография
Родился в семье сельского священника — протоиерея.
Обучался в начальной уездной школе Изяслав. Окончил Волынскую духовную семинарию.
С 1879 года учился в Историко-филологическом институте (ПИФИ) в Санкт-Петербурге, который окончил в 1883 году по классическому отделению (ученик Ф. Ф. Соколова).
В 1883—1884 гг. преподавал древние языки в мужской гимназии в Таганроге.
В 1884—1886 гг. находился в Греции, куда был командирован Историко-филологическим институтом для подготовки к профессуре, работал под руководством Ульриха Кёлера.
В 1886—1888 гг. преподавал древние языки в Санкт-Петербургской гимназии Видемана и, одновременно, в 1887—1888 гг. в Историко-филологическом институте.
В 1887 году защитил в Санкт-Петербургском университете магистерскую диссертацию на тему «Елевсинские мистерии» (СПб., 1887) на степень магистра греческой словесности.
В 1888—1906 гг. — профессор (ординарный с 1900 года) кафедры греческой словесности Варшавского университета, в 1889—1895 секретарь, в 1905—1906 гг. — декан историко-филологического факультета и и. о. ректора. В 1901 году защитил в Новороссийском университете докторскую диссертацию на тему «Орфические гимны», получив учёную степень доктора греческой словесности. В 1906 году вышел в отставку и переехал в Москву.
В 1907—1922 гг. — профессор кафедры эпиграфики Московского археологического института. Также, с 1909 года состоял сверхштатным ординарным профессором Московского университета по кафедре классической филологии Московского университета (после 1917 года — профессор эпиграфики факультета общественных наук, в 1919—1929 годах — этнологического факультета).
В 1912 г. был избран почётным членом Московского общества по исследованию памятников древности. В 1927 г. был членом Комиссии по истории знаний при АН СССР.
В 1919—1934 гг. заведующий отделом классической филологии, главный библиотекарь и учёный консультант Всесоюзной библиотеки им. В. И. Ленина.
В 1921—1929 гг. работал в Институте литературы и языкознания.
С 1934 года и до конца жизни — профессор, заведующий (1937—1941) кафедрой древних языков исторического факультета МГУ.
Состоял действительным членом Института археологии и искусствознания (1924—1931), действительный член Государственной академии искусствознания (1924—1932), действительный член Таврического общества истории, археологии и этнографии (1926).
В 1935 году Президиум Академии наук СССР присвоил ему учёную степень доктора литературоведения.
По свидетельству А. А. Тахо-Годи, умер от разрыва сердца во время учебной воздушной тревоги.
Жена — В. А. Дударева (ум. после 1953).
Научный архив хранится в Архиве РАН (фонд № 611).
В 1917 г. был награждён орденом святого Станислава первой степени, в 1940 г. — орденом «Знак Почёта».

## Основные работы
Труды в области истории античной литературы, театра, музыки и изобразительного искусства, древнегреческой мифологии, эпиграфики и археологии, палеографии и текстологии, истории древней Греции и Рима и др.:
- К вопросу о культуре Изиды (Журнал Министерства народного просвещения, 1885)
- Котито. — СПб.: тип. В. С. Балашева, 1886
- De inscriptione Lebadiae nuper inventa (Mittheilungen des Deutschen Archäologischen Instituts, 1885)
- Inscriptiones cretenses (ibid., 1886)
- Елевсинские мистерии. — СПб.: Тип. В. С. Балашева, 1887. — 183 с.
- О почитании реликвий у древних греков (Известия Варшавского университета, 1889)
- Орфические гимны. — Варшава, 1890 (2-е изд. 1900)
- Культ кавиров в Древней Греции. — Варшава: тип. Варш. учеб. окр., 1891
- Греческая эпиграфика. — 1909, переизд. 1915
- Несколько заметок о греческих христианских надписях. — Харьков: тип. «Печ. дело», 1914
- Аристотель. Поэтика. — М. — Л.: Academia, 1927 (перевод, введение и комментарий)
- Реализм Гезиода // Известия АН СССР. — Л., 1928
- Античная эпиграфика в СССР за 20 лет (1917—1937) // Вестник древней истории. 1938. № 4.
- Классическая филология в Московском Университете (1755—1935) (не опубликовано).